# Lycaena turanica
Lycaena turanica är en fjärilsart som beskrevs av Rühl 1895. Lycaena turanica ingår i släktet Lycaena och familjen juvelvingar. Inga underarter finns listade i Catalogue of Life.